# Morula (Habromorula) lepida
Morula (Habromorula) lepida is een slakkensoort uit de familie van de Muricidae. De wetenschappelijke naam van de soort is voor het eerst geldig gepubliceerd in 1995 door Houart.